# مری مارتا شروود
مری مارتا شروود (انگلیسی: Mary Martha Sherwood; ۶ مهٔ ۱۷۷۵ – ۲۲ اکتبر ۱۸۵۱) نویسنده، رمان‌نویس، نویسنده کودکان، تصویرگر، و ویراستار اهل پادشاهی متحد بریتانیای کبیر و ایرلند بود. مری با نام خانوادگی بات نویسنده انگلیسی قرن نوزدهم برای کودکان بود. انجیلی گری او در نوشته‌های اولیه او نفوذ کرد، اما آثار بعدی موضوعات رایج ویکتوریایی مانند خانواده را پوشش می‌دهد. مری مارتا بات با کاپیتان هنری شروود ازدواج کرد و به مدت یازده سال به هند نقل مکان کرد. او به مسیحیت انجیلی گروید، مدارسی را برای فرزندان افسران ارتش و کودکان محلی هندی باز کرد، کودکان بی سرپرست یا یتیم را به فرزند خواندگی پذیرفت و یک پرورشگاه تأسیس کرد. او از نوشتن داستان برای کودکان در اردوگاه‌های نظامی الهام گرفت. آثار او در بریتانیا به خوبی مورد استقبال قرار گرفت. شروودها در سال ۱۸۱۶ به دلایل پزشکی به بریتانیا بازگشتند. او یک مدرسه شبانه‌روزی افتتاح کرد، یک مجله کودکان را ویرایش کرد و صدها تراکت، رمان و آثار دیگر را برای کودکان و فقرا منتشر کرد که باعث افزایش محبوبیت او در ایالات متحده و بریتانیا شد. او در سال ۱۸۵۱ در توئیکنهام، میدلسکس درگذشت.
مضامین نوشته‌های او عبارت بودند از: «اعتقاد او به فساد ذاتی انسانی»، اعتقاد او به اینکه ادبیات برای هر طبقه‌ای از جامعه «دارای فایده آموزنده‌ای» است، اعتقاد او به اینکه «پویایی زندگی خانوادگی» باید منعکس‌کننده اصول مرکزی مسیحیت باشد، و کاتولیسیزم‌ستیزی. شروود را «یکی از برجسته‌ترین نویسندگان ادبیات کودکان قرن نوزدهم» می‌نامیدند.  تصاویر او از خانواده و روابط با هند ممکن است بر بسیاری از خوانندگان جوان تأثیر بگذارد،  اما با گسترش ادبیات کودکان در اواخر قرن نوزدهم، آثار او از بین رفت.

## زندگی
مری مارتا بات در ۶ مه ۱۷۷۵ در استانفورد-آن-تم، ووسسترشر زاده شد. او دختر بزرگ و دومین فرزند مارتا بات و کشیش جورج بات، کشیش معمولی جورج سوم بود. در کودکی، قبل از شش سالگی، شروود قبل از اینکه بتواند بنویسد در ذهنش داستان می‌ساخت و از مادرش التماس می‌کرد که آنها را یادداشت کند.  برادرش همراه همیشگی او بود. 
تحصیلات شروود و خواهرش لوسی لیتلتون برای دختران در اواخر قرن هجدهم بسیار گسترده بود. شروود لاتین و یونانی را آموخت و اجازه داشت آزادانه در کتابخانه پدرش مطالعه کند.  شروود در زندگی‌نامه خود بیان می‌کند که در سیزده سالگی، او به قد کامل رسیده بود، اما مادرش همچنان او را مانند یک کودک لباس می‌پوشاند، بنابراین او با یک کتاب و یک عروسک در جنگل پنهان شد.  به‌رغم دوران کودکی‌اش، به نظر می‌رسد که او از حضور در مدرسه دخترانه مادام سنت کوئنتین در ریدینگ ابی، که توسط مهاجران فرانسوی اداره می‌شد و جین آستن نیز در آن حضور داشتند، لذت می‌برد. 
شروود برخی از سال‌های نوجوانی خود را در لیچفیلد گذراند. در آنجا از همراهی اراسموس داروین طبیعت‌گرا، اصلاح طلب آموزشی ریچارد لاول اجورث، دخترش ماریا اجورث و شاعر آنا سیوارد لذت برد.  اگرچه او از نظر فکری توسط آنها تحت تأثیر قرار می‌گرفت، اما از عدم ایمان آنها ناراحت بود و بعداً ریچارد اجورث را «کافر» توصیف کرد.  او همچنین شخصیت سوارد نویسنده زن را مورد انتقاد قرار داد و در زندگی‌نامه خود نوشت که هرگز از زنی که کلاه گیس می‌پوشد و چاپلوسی‌های مردان جمع را می‌کند الگوبرداری نمی‌کند.  او مصمم بود که نویسنده شود و پدرش او را تشویق کرد. هنگامی که او ۱۷ ساله بود، پدرش به او کمک کرد تا اولین داستان خود، سنت‌ها (۱۷۹۵) را منتشر کند. 
هنگامی که پدر شروود در سال ۱۷۹۵ درگذشت، خانواده او از زندگی اجتماعی فعال منزوی شدند، زیرا مادرش انزوا را ترجیح می‌داد و به بریج‌نورث، شراپ‌شر   نقل مکان کرد و به «خانه ای تا حدودی نامنساب» در خیابان‌های شهر رفتند. شروود در بریج‌نورث شروع به نوشتن رمان‌های احساسی کرد. در سال ۱۸۰۲ مارگاریتا را به قیمت ۴۰ پوند به آقای هازارد از باث و تاریخ سوزان گری، رمانی شبیه پاملا را به قیمت ۱۰ پوند فروخت.  او همچنین در یک مدرسه محلی تدریس کرد. 

## آثار
از بیش از چهارصد اثر او، شناخته شده‌ترین آثار او عبارتند از تاریخ هنری کوچک و حامل او (۱۸۱۴) و دو مجموعه تاریخ هنری میلنر (۱۸۲۲–۱۸۳۷) و تاریخ خانواده فیرچایلد (۱۸۱۸–۱۸۴۷).

## حرفه
زندگی حرفه ای شروود شامل سه دوره بود.
- دوره رمانتیک (۱۷۹۵–۱۸۰۵)
- دوره انجیلی (1810). – )، که در آن او محبوب‌ترین و تأثیرگذارترین آثار خود را نگاشت.
- دوره پس از گرایش‌های انجیل (ح. 1830–1851).